# Sénat du Dakota du Nord
Capitole de l'État du Dakota du Nord, Bismarck
Le Sénat du Dakota du Nord (en anglais : North Dakota Senate) est la chambre haute de l'Assemblée législative de l'État américain du Dakota du Nord.

## Système électoral
Le Sénat du Dakota du Nord est composé de 47 sièges pourvus pour quatre ans mais renouvelé par moitié tous les deux ans au scrutin uninominal majoritaire à un tour dans autant de circonscriptions que de sièges à pourvoir.

## Siège
Le Sénat se réunit dans le Capitole de l'État situé à Bismarck, capitale du Dakota du Nord.

## Président
Le Sénat est présidé de droit par le lieutenant-gouverneur de l'État. Un président pro tempore est élu par les sénateurs et dirige réellement le Sénat. La fonction est occupée par le républicain Larry Luick depuis le 14 avril 2021.

## Représentation
| Législature | Parti      | Parti        | Total |
| Législature | Démocrates | Républicains | Total |
| ----------- | ---------- | ------------ | ----- |
| Législature |            |              | Total |
| 2009-2011   | 21         | 26           | 47    |
| 2011-2013   | 12         | 35           | 47    |
| 2013-2015   | 14         | 33           | 47    |
| 2015-2017   | 15         | 32           | 47    |
| 2017-2019   | 9          | 38           | 47    |
| 2019-2021   | 10         | 37           | 47    |
| 2021-2023   | 7          | 40           | 47    |